# Romano I da Bulgária
Romano I (em búlgaro:  Роман) foi o imperador da Bulgária entre 977 e 997 (preso depois de 991). Ele foi o último descendente de Crum, do clã Dulo, a governar a Bulgária.

## Reinado
Romano era o segundo filho sobrevivente do imperador Pedro I da Bulgária de seu casamento com Irene Lecapena, uma neta do imperador bizantino Romano I Lecapeno. É possível que ele tenha tido o nome duplo de "Romano-Simeão", mas pode ser também uma confusão com outra pessoa nas fontes. Ele nasceu por volta de 930 e provavelmente estava presente com a mãe e Bóris II logo depois de 931.
Não sabemos nada sobre a vida de Romano até 968, quando ele foi junto com o irmão mais velho Bóris até Constantinopla para negociar um acordo de paz entre a Bulgária e o Império Bizantino e aparentemente acabou servindo como refém honorário na corte bizantina. Com a abdicação de Pedro em 969, Bóris e Romano receberam permissão para voltar para a Bulgária e Bóris ascendeu ao trono. Romano provavelmente foi proclamado coimperador como era o costume, mas as evidências são vagas.
Na Bulgária, Romano provavelmente compartilhou o destino do irmão, tornando-se primeiro um peão nas mãos do grão-príncipe de Quieve Esvetoslau I e, posteriormente, do imperador bizantino João I Tzimisces. Depois da vitória deste em 971, Romano foi levado preso para Constantinopla junto com seu irmão e toda a família imperial. Para assegurar que a dinastia búlgara morreria (Bóris II aparentemente só tinha filhas), o imperador mandou castrar Romano. Os dois permaneceram em cativeiro honorário no Grande Palácio de Constantinopla até depois da morte do imperador em 976.
Os bizantinos não conseguiram consolidar seu controle sobre as províncias ocidentais da Bulgária, que permaneceram sob controle de nobres locais, especialmente uma família de quatro irmãos chamados de Cometópulos ("filhos do conde"): David, Moisés, Aarão e Samuel. O imperador bizantino os chamava de "rebeldes" enquanto se colocava como um regente do cativo Bóris II. Quando os búlgaros começaram a atacar os territórios vizinhos sob controle bizantino, o imperador fez uso de um estratagema para comprometer a liderança da "revolta". Ele permitiu que Bóris e seu irmão, Romano, fugissem da capital na esperança de que a chegada dos dois a Bulgária provocaria uma divisão entre os Cometópulos e os demais líderes búlgaros. Quando Bóris II e Romano deixaram a região governada pelos bizantinos em 977, Bóris desmontou de seu cavalo e seguiu à frente do irmão. Confundido com um nobre bizantino por causa de suas roupas, Bóris foi flechado no peito por um guarda de fronteira surdo-mudo. Romano conseguiu se identificar e foi aceito como imperador, mesmo sendo inelegível por ser agora um eunuco.
Embora Romano tenha sido reconhecido como o governante búlgaro, a maior parte dos assuntos militares foram deixados a cargo de Samuel, o mais jovem dos Cometópulos, e Romano dedicou-se aos assuntos da igreja, exatamente como Pedro fizera no fim de sua vida. Em 991, durante uma de suas muitas invasões da Bulgária, o imperador Basílio II Bulgaróctono conseguiu capturar Romano, que permaneceu cativo até sua morte em 997. Somente aí é que Samuel tomou para si o título de imperador dos búlgaros. O relato foi contado pelo historiador Iáia de Antioquia.
De acordo com o relato de João Escilitzes, escrito muito depois, Escópia foi rendida em 1004 a Basílio II pelo seu governador, Romano-Simeão, o que pode ser uma confusão do autor. Este Romano-Simeão recebeu o título de patrício e foi nomeado estratego do Tema de Abidos.